# Châtillon-sur-Chalaronne (tổng)
Tổng Châtillon-sur-Chalaronne là một tổng của Pháp nằm ở tỉnh Ain trong vùng Rhône-Alpes.

## Địa lý
Tổng này được tổ chức xung quanh Châtillon-sur-Chalaronne ở quận Bourg-en-Bresse. Độ cao ở đây từ 179 m (Biziat) đến à 291 m (Saint-Georges-sur-Renon) với độ cao trung bình 243 m.

## Hành chính
| Giai đoạn | Ủy viên       | Đảng | Tư cách |
| --------- | ------------- | ---- | ------- |
| 2004-2010 | Yves Clayette |      |         |

## Số đơn vị
Tổng Châtillon-sur-Chalaronne groupe 16 xã và có dân số 15 602 dân (theo điều tra dân số năm 1999, số lượng không tính trùng).
| Xã                       | Dân số | Mã bưu chính | Mã insee |
| ------------------------ | ------ | ------------ | -------- |
| L'Abergement-Clémenciat  | 728    | 01400        | 01001    |
| Biziat                   | 641    | 01290        | 01046    |
| Chanoz-Châtenay          | 492    | 01400        | 01084    |
| Châtillon-sur-Chalaronne | 4 137  | 01400        | 01093    |
| Chaveyriat               | 810    | 01660        | 01096    |
| Condeissiat              | 649    | 01400        | 01113    |
| Dompierre-sur-Chalaronne | 279    | 01400        | 01146    |
| Mézériat                 | 1 911  | 01660        | 01246    |
| Neuville-les-Dames       | 1 231  | 01400        | 01272    |
| Romans                   | 522    | 01400        | 01328    |
| Saint-André-le-Bouchoux  | 191    | 01240        | 01335    |
| Saint-Georges-sur-Renon  | 161    | 01400        | 01356    |
| Saint-Julien-sur-Veyle   | 527    | 01540        | 01368    |
| Sandrans                 | 416    | 01400        | 01393    |
| Sulignat                 | 485    | 01400        | 01412    |
| Vonnas                   | 2 422  | 01540        | 01457    |

## Biến động dân số
| 1962                                                     | 1968   | 1975   | 1982   | 1990   | 1999   |
| -------------------------------------------------------- | ------ | ------ | ------ | ------ | ------ |
| 10 816                                                   | 11 289 | 12 413 | 13 606 | 14 626 | 15 602 |
| Nombre retenu à partir de 1962 : dân số không tính trùng |        |        |        |        |        |